# Chapelle du collège Saint-Joseph de Lannion
La chapelle du collège Saint-Joseph est un édifice situé à Lannion, en France.

## Localisation
La chapelle est située sur le territoire de la commune de Lannion, 38 rue Jean-Savidan, dans le département des Côtes-d'Armor, en région Bretagne.

## Description
La chapelle est édifiée en 1936-1937 par l'architecte James Bouillé, militant de l'action catholique et du renouveau de l'expression artistique bretonne. Aboutissement de ses recherches, la chapelle, construite en béton armé, utilise avec ampleur l'arc parabolique. Elle comporte un décor dû aux artistes d'An Troellen  : des sculptures de Jules-Charles Le Bozec, des peintures murales de Xavier de Langlais et des vitraux de Paul Rault.

## Historique
La chapelle est inscrite partiellement au titre des monuments historiques par arrêté du 28 juillet 1995.